# Альтернативная порнография
Альтернативная порнография (также альт-порно) — жанр порнографии. Предполагает участие членов таких субкультур, как готы, панки, эмо, scene, скейтеры или рейверы; часто производится небольшими и независимыми веб-сайтами или кинематографистами. Зачастую модели в альт-порно имеют модификации тела, такие как татуировки, пирсинг или шрамирование, или временные модификации, такие как окрашенные волосы. Также иногда используется термин инди-порно, хотя этот термин чаще используется в более общем смысле, как синоним независимой порнографии, независимо от связи с каким-либо видом альтернативной субкультуры.

## История
Хотя порнографии, прямо ориентированной на альтернативную культуру, не существовало до 1990-х годов, в качестве ранних примеров жанра альтернативной порнографии рассматриваются работы Грегори Дарка, Дэвида Аарона Кларка, Майкла Нинна и Стивена Саядяна. Также в качестве ранних примеров можно рассматривать трансгрессивное кино Ричарда Керна и Ника Зедда (а также более поздние фотографические работы Керна).
Первым СМИ, посвящённым «субкультурной эротике», стал Blue Blood, глянцевый журнал, который издавался с 1992 года и демонстрировал моделей с внешностью готов и киберпанков. Однако, самый большой рынок альт-порно был в интернете. Не считая нескольких недолговечных персональных веб-сайтов, самым ранним сайтом, посвящённым альт-порно, стал сайт Blue Blood GothicSluts.com, созданный в начале 1999 года. Вскоре после этого последовали Raverporn.net, позже переименованный в EroticBPM.com, в июле того же года, а затем в декабре — NakkidNerds. В 2000 году появился Supercult, а затем в конце 2001 года — SuicideGirls, ставший позже самым популярным и прибыльным сайтом жанра. После успеха SuicideGirls, количество сайтов с альт-порно начиная с 2002 года сильно увеличилось. Помимо вышеупомянутых сайтов, к известным сайтам с альт-порно, действующим по состоянию на сентябрь 2008 года, относятся Lazerbunny, Burning Angel и GodsGirls.
Термин «альтернативное порно» появился в начале 2000-х годов по отношению к SuicideGirls, RaverPorn и другим подобным сайтам; более давние проекты, такие как Blue Blood, обычно используют такие термины, как «субкультурная эротика».
Альт-порносайты часто отличаются использованием форумов, блогов, социальных сетей и других возможностей онлайн-сообщества, поощряя участие как моделей, так и зрителей. Хотя эти функции не являются исключительными для альт-порносайтов, их наличие резко контрастирует со стандартными методами функционирования, принятыми более типичными порносайтами, на которых, как правило, более или менее анонимных моделей видят анонимные посетители.
Видео на тематику альт-порно также становятся растущей нишей на рынке видео для взрослых. Работы режиссёров Стивена Саядяна и Грегори Дарка 1980-х и начала 1990-х годов имели много особенностей более позднего альтернативного порно, и часто упоминаются как оказавшие ключевое влияние на современное альт-порно. В 2001 году было выпущено два любительских видеоролика под названием Technosex, в которых женщины участвовали в рейв-сцене под саундтрек в стиле техно. С 2004 года режиссёр Эон Маккей (Eon McKai) выпускает альтпорно-тематические видео для VCA Pictures (в остальном эта студия производит мейнстримное порно), а в 2006 году он подписал контракт с Vivid Entertainment на производство видео в стиле альт-порно под брендом Vivid-ALT. Маккей в 2006 году снял ремейк панк-порнофильма Грегори Дарка New Wave Hookers, использовав кое-что из оригинального сценария с другим поворотом и назвав фильм Neu Wave Hookers. Vivid-ALT также заключили контракт с известными фетиш-фотографами Дэйвом Назом (Dave Naz) и Октавио Арисала (Octavio «Winkytiki» Arizala).

## Полемика
Многие члены сообщества альт-порно не согласны с определением альт-порно. Одни считают, что это в основном эстетическое свойство, другие видят в нём больше идеологических черт. Также дискуссионны вопросы, стоит ли альт-порносайтам ограничиваться эротическими пинап-фотографиями или содержать более сексуально откровенное хардкорное содержание, нужно ли альтернативной порнографии быть явно феминистской или нет и нужно ли площадкам представлять моделей всех гендеров и типов телосложения, а не только традиционных привлекательных молодых женщин. Поскольку каждая порностудия ведёт бизнес и обращается с моделями по-разному, то трудно установить какой-то один идеологический базис, однако свобода моделей высказывать мнение об индустрии, работодателях и их бизнес-программах рассматривается некоторыми как жизненно важная часть альт-порно сообщества. SuicideGirls подверглись критике за то, что ограничили возможность сотрудников делать публичные комментарии такого рода. Это привело к очень публичной ссоре между владельцами SuicideGirls и рядом их бывших моделей, а также к более широким дебатам о том, даёт ли альтернативное порно по своей сути больше возможностей, чем мейнстримное.